# Roter Riegel
Der Rote Riegel ist eine knapp über 520 m hohe Erhebung der Marktgemeinde Schwarzenbach und des Rosaliengebirges. Er liegt zwischen dem Essengraben und der Oberau.